# Jonathan Frakes
Jonathan Scott Frakes (Bellefonte, 19 agosto 1952) è un attore e regista statunitense, noto per aver interpretato il comandante William T. Riker nel franchise di fantascienza Star Trek. Ha inoltre diretto il film Primo contatto, nel 1996, che gli ha valso il soprannome di Two-Takes (in inglese due riprese) per la sua efficienza come regista e Star Trek - L'insurrezione, nel 1998.
Nel 2013 gli è stato conferito un Saturn Award alla carriera.

## Biografia
Jonathan Frakes è nato a Bellefonte, in Pennsylvania, il 19 agosto 1952. ma poco dopo la sua nascita la sua famiglia si trasferì a Bethlehem. Si è laureato in arte teatrale alla Pennsylvania State University nei primi anni settanta e ha conseguito una laurea all'Università di Harvard.
Trasferitosi a New York divenne un membro dell'Impossible Ragtime Theater, con cui recitò nel dramma di Eugene O'Neill Lo scimmione, mentre la sua prima apparizione a Broadway fu in Shenandoah. Allo stesso tempo recitò in The Doctors, una soap opera della NBC. Fra il 1982 e il 1986 partecipò alle riprese della miniserie televisiva Nord e Sud (Nord e Sud, Nord e Sud II), ispirata alla trilogia di John Jakes, dove ricoprì il ruolo di Stanley Hazard, fratello di uno dei due protagonisti della saga dedicata alla guerra civile americana. Del cast faceva parte anche Genie Francis.
Ha recitato inoltre in numerosi spot pubblicitari e nella serie televisiva Falcon Crest prima di entrare nel cast di Star Trek: The Next Generation nel ruolo di Riker. Frakes appare in cinque serie di Star Trek: in Star Trek: The Next Generation, Star Trek: Voyager, Star Trek: Enterprise e Star Trek: Picard come William Riker; in Star Trek: Deep Space Nine come Thomas Riker, il "gemello" di William generato da un guasto al teletrasporto nell'episodio Duplicato di TNG.
Oltre a recitare e a dirigere film, Frakes insegna recitazione e regia al Rockport College nel Maine. Inoltre ha suonato il trombone nella canzone intitolata Riker's Mailbox dell'album Hoist dei Phish.

## Vita privata

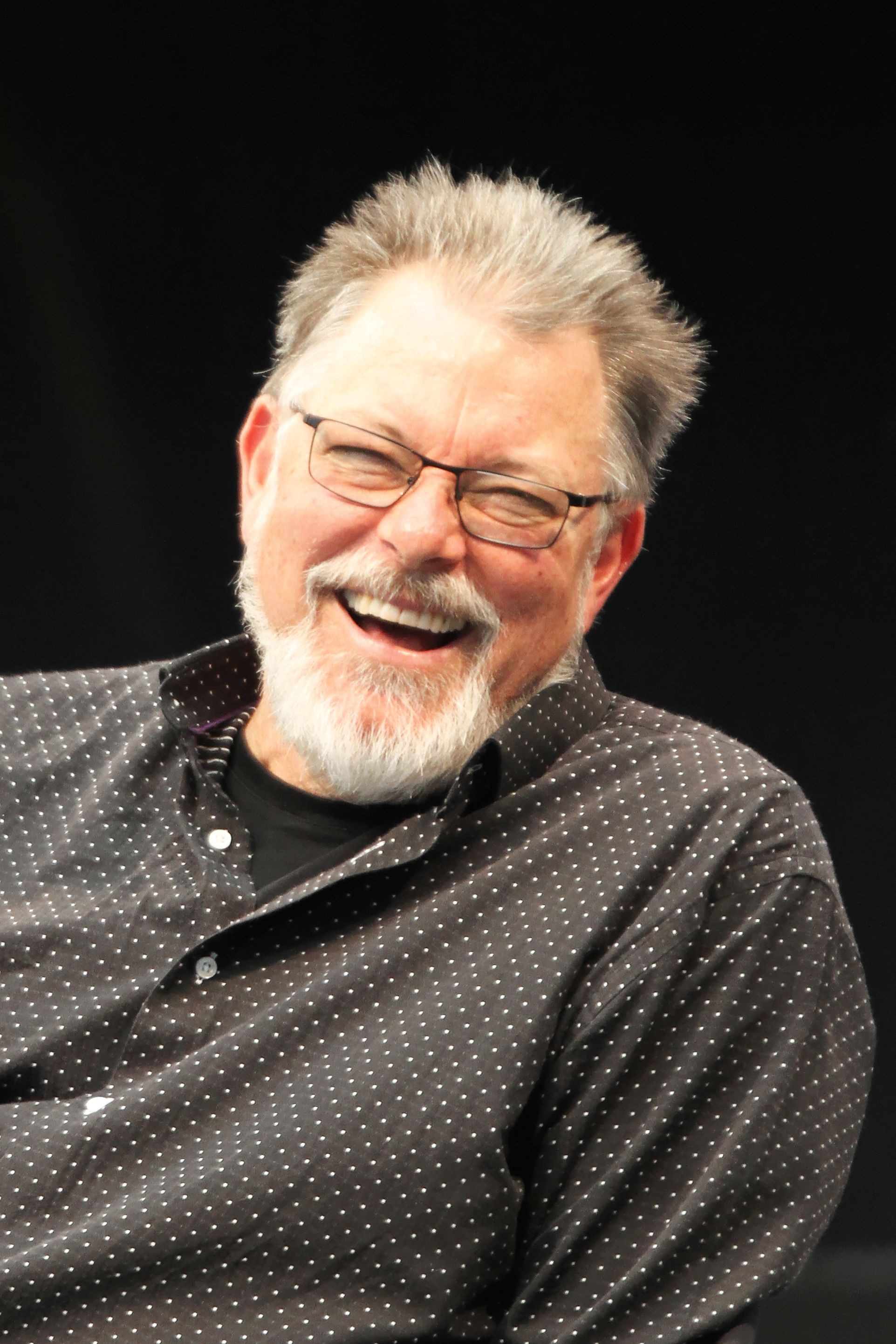
Jonathan Frakes 2019

Jonathan Frakes è sposato dal 1988 con l'attrice Genie Francis, da cui ha avuto un figlio, Jameson e una figlia, Elizabeth. La coppia attualmente vive nel Maine.

## Filmografia parziale

### Attore

#### Cinema
- Generazioni (Star Trek: Generations), regia di David Carson (1994)
- Vacanze a modo nostro (Camp Nowhere), regia di Jonathan Prince (1994)
- Primo contatto (Star Trek: First Contact), regia di Jonathan Frakes (1996)
- Star Trek: The Experience - The Klingon Encounter, regia di Mario Kamberg e David de Vos – cortometraggio (1998)
- Star Trek - L'insurrezione (Star Trek: Insurrection), regia di Jonathan Frakes (1998)
- Star Trek - La nemesi (Star Trek: Nemesis), regia di Stuart Baird (2002)
- The Captains, regia di William Shatner – documentario (2011)

#### Televisione
- Fantasilandia (Fantasy Island) – serie TV, episodio 2x06 (1978)
- Charlie's Angels – serie TV, episodio 3x11 (1978)
- La famiglia Bradford (Eight Is Enough) – serie TV, episodio 1x06 (1978)
- Il vento del Sud (Beulah Land), regia di Harry Falk e Virgil W. Vogel – miniserie TV (1980)
- Hazzard (The Dukes of Hazzard) – serie TV, episodio 4x01 (1981)
- Quincy (Quincy, M.E.) – serie TV, episodio 7x19-8x02 (1982)
- Cuore e batticuore (Hart to Hart) – serie TV, episodio 3x14 (1982)
- Il profumo del potere (Bare Essence), regia di Walter Grauman – film TV (1982)
- Il profumo del potere (Bare Essence) – serie TV, 11 episodi (1983)
- Autostop per il cielo (Highway to Heaven) – serie TV, episodio 1x08 (1984)
- Il profumo del successo (Paper Dolls) – serie TV, 11 episodi (1984)
- Hotel – serie TV, episodio 2x17 (1985)
- Falcon Crest – serie TV, 11 episodi (1985)
- Nord e Sud (North and South), regia di Richard T. Heffron – miniserie TV (1985)
- Ai confini della realtà (The Twilight Zone) – serie TV, episodio 1x31 (1985)
- La via del West (Dream West), regia di Dick Lowry – miniserie TV, 2 puntate (1986)
- Nord e Sud II (North and South: Book II), regia di Kevin Connor – miniserie TV, 6 puntate (1986)
- Quarto comandamento (Nutcracker: Money, Madness & Murder), regia di Paul Bogart – miniserie TV, 3 puntate (1987)
- Star Trek: The Next Generation – serie TV, 178 episodi (1987-1994)
- Star Trek: Deep Space Nine – serie TV, episodio 3x09 (1994)
- Star Trek: Voyager – serie TV, episodio 2x18 (1999)
- Star Trek: Enterprise – serie TV, episodio 4x22 (2005)
- The Librarian 2 - Ritorno alle miniere di Re Salomone (The Librarian: Return to King Solomon's Mines), regia di Jonathan Frakes – film TV (2006)
- The Librarian 3 - La maledizione del calice di Giuda (The Librarian: Curse of the Judas Chalice), regia di Jonathan Frakes – film TV (2008)
- Criminal Minds – serie TV, episodio 5x12 (2010)
- Castle – serie TV, episodio 5x06 (2012)
- Come vendere droga online (in fretta) (How to Sell Drugs Online (Fast)) – serie TV, episodio 1x02 (2019)
- Star Trek: Picard – serie TV, 12 episodi (2020-2023)
- Natale a Biltmore (A Biltmore Christmas), regia di John Putch – film TV (2023)

### Doppiatore

#### Cinema
- Gargoyles the Movie: The Heroes Awaken, regia di Saburo Hashimoto, Takamitsu Kawamura e Kazuo Terada - direct-to-video (1995)
- Catwoman: Hunted, regia di Shinsuke Terasawa (2022) - King Faraday/Boss Moxie

#### Televisione
- Gargoyles - Il risveglio degli eroi (Gargoyles) - serie animata, 34 episodi (1994-1996) - David Xanatos, Coyote, Alexander Fox e altri
- Gargoyles: The Goliath Chronicles (Gargoyles: The Goliath Chronicles) - serie animata, 9 episodi (1996-1997) - David Xanatos
- Futurama - serie animata, episodio 4x12 (2002) - sé stesso
- I Griffin - serie animata, episodi 4x11-7x11 (2005, 2009) - William T. Riker, sé stesso
- Glenn Martin - Dentista da strapazzo (Glenn Martin DDS) - serie animata, episodio 2x11 (2011) - Peter
- Super Hero Squad Show - serie animata, episodio 2x18 (2011) - High Evolutionary
- Adventure Time - serie animata, episodi 5x16-5x36 (2013) - Finn
- Miles dal futuro (Miles from Tomorrowland) - serie animata, episodi 2x05-2x11 (2016) - Nonno Vincent
- Future-Worm! - serie animata, 6 episodi (2016-2018) - Steak Starbolt
- Guardiani della Galassia (Guardians of the Galaxy) - serie animata, 14 episodi (2016-2019) - J'Son
- Star Trek: Lower Decks - serie animata, episodi 1x10-2x01-2x02 (2020-2021) - William T. Riker

#### Videogiochi
- Star Trek the Next Generation Interactive VHS Board Game (1993) - William T. Riker
- Star Trek: The Next Generation Interactive Technical Manual (1994) - William T. Riker
- Star Trek: The Next Generation - A Final Unity (1995) - William T. Riker
- Generations (1997) - William T. Riker
- Family Guy: The Quest for Stuff (2014) - William T. Riker
- XCOM 2: War of the Chosen (2017) - Volk

### Regista

#### Cinema
- Star Trek: Primo contatto (Star Trek: First Contact, 1996)
- Star Trek - L'insurrezione (Star Trek: Insurrection, 1998)
- Clockstoppers (2002)
- Thunderbirds (2004)

#### Televisione
- Star Trek: The Next Generation – serie TV, 8 episodi (1990-1994)
- Star Trek: Deep Space Nine – serie TV, 3 episodi (1994-1995)
- Star Trek: Voyager – serie TV, 3 episodi (1995-1996)
- University Hospital – serie TV, 1 episodio (1995)
- Roswell – serie TV, 5 episodi (1999-2001)
- The Librarian 2 - Ritorno alle miniere di Re Salomone – film TV (2006)
- The Librarian 3 - La maledizione del calice di Giuda – film TV (2008)
- Leverage - Consulenze illegali – serie TV, 12 episodi (2009-2012)
- Castle – serie TV, 3 episodi (2009-2013)
- NCIS: Los Angeles – serie TV, 4 episodi (2010-2012)
- Agents of S.H.I.E.L.D. – serie TV, 1 episodio (2013)
- The Librarians – serie TV, 8 episodi (2014-2017)
- The Orville – serie TV, episodi 1x05-2x12 (2017-2019)
- Star Trek: Discovery – serie TV, 7 episodi (2018-2021)
- Star Trek: Picard – serie TV, 8 episodi (2020-2023)

#### Videogiochi
- Star Trek: Klingon (1996) - avventura interattiva

## Discografia parziale

### Audiolibri
- 1990 - Star Trek: The Next Generation: Gulliver's Fugitives (con Keith Sharee)
- 1995 - Star Trek: The Next Generation: Crossover

## Riconoscimenti (parziale)
- Saturn Award
  - 1997 - Candidatura al miglior regista per Primo contatto
  - 2013 - Premio alla carriera[2]

## Doppiatori italiani
Nelle versioni in italiano delle opere in cui ha recitato, Jonathan Frakes è stato doppiato da:
- Sergio Di Stefano in Star Trek - The Next Generation, Star Trek: Generazioni, Star Trek: Primo contatto, Star Trek: L'insurrezione, Star Trek: La nemesi, Star Trek: Enterprise, Criminal Minds
- Giorgio Locuratolo in Star Trek - Voyager, Star Trek: Picard
- Massimo Rinaldi ne La famiglia Bradford
- Roberto Chevalier ne Il profumo del potere
- Gino La Monica in Roswell (ep. 1x13)
- Maurizio Reti in Roswell (ep. 3x04)
- Sandro Acerbo in Charlie's Angels
- Fabrizio Temperini in Angels
- Renato Cortesi in NCIS: Los Angeles
- Bruno Alessandro in Angie Tribeca
- Stefano Thermes in The Glades
- Dario Oppido in Come vendere droga online (in fretta)
- Pierluigi Astore in Natale a Biltmore

Da doppiatore è sostituito da:
- Sergio Di Stefano in Futurama e I Griffin
- Nino Prester in Gargoyles, il risveglio degli eroi
- Giorgio Locuratolo in Star Trek: Lower Decks